# Lissonota subaciculata
Lissonota subaciculata är en stekelart som beskrevs av Bridgman 1886. Lissonota subaciculata ingår i släktet Lissonota och familjen brokparasitsteklar. Arten är reproducerande i Sverige. Inga underarter finns listade i Catalogue of Life.